# Platambus
Platambus är ett släkte av skalbaggar som beskrevs av Thomson 1859. Platambus ingår i familjen dykare.

## Bildgalleri

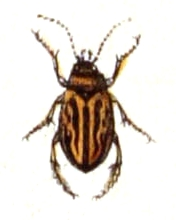
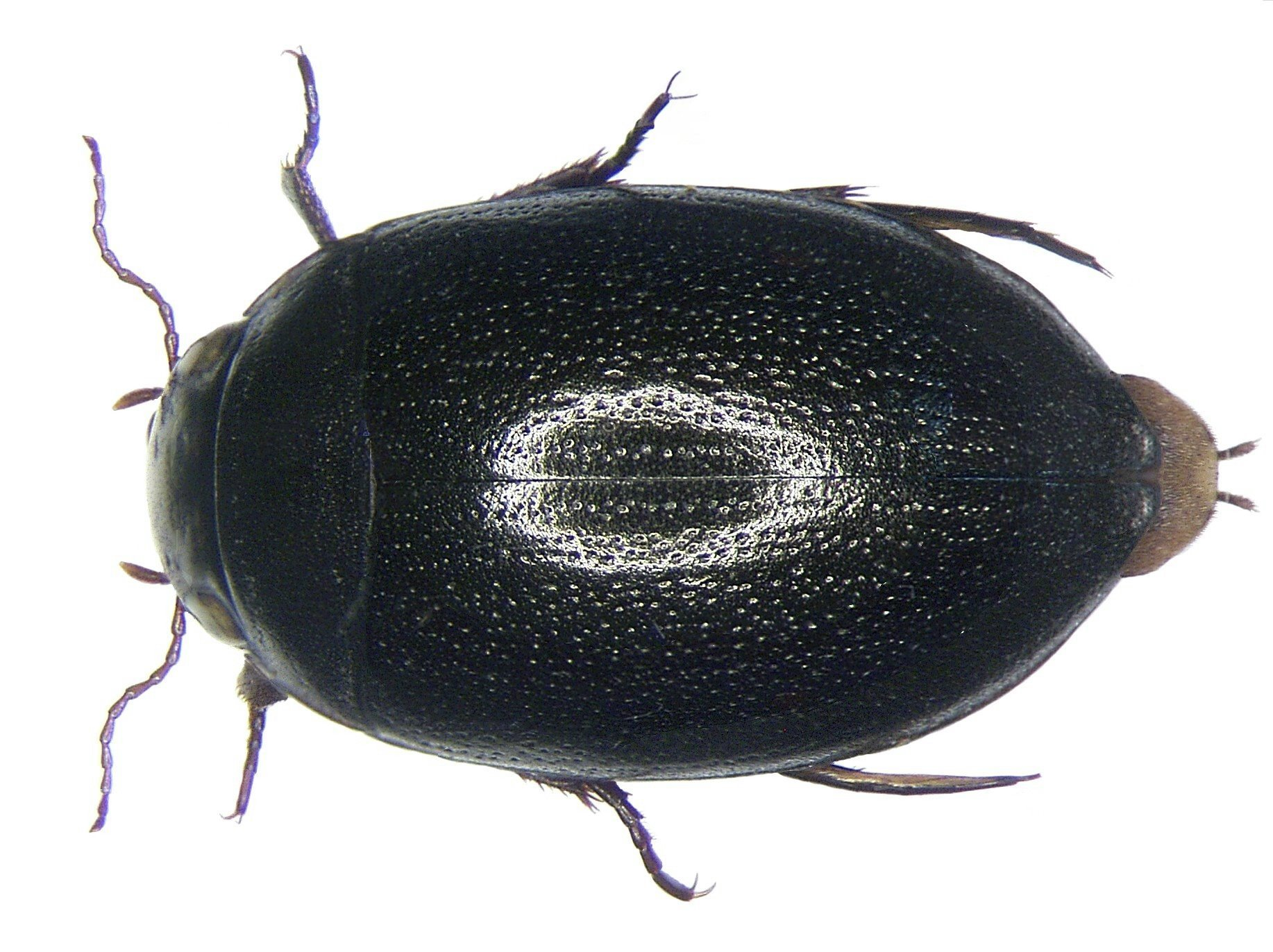
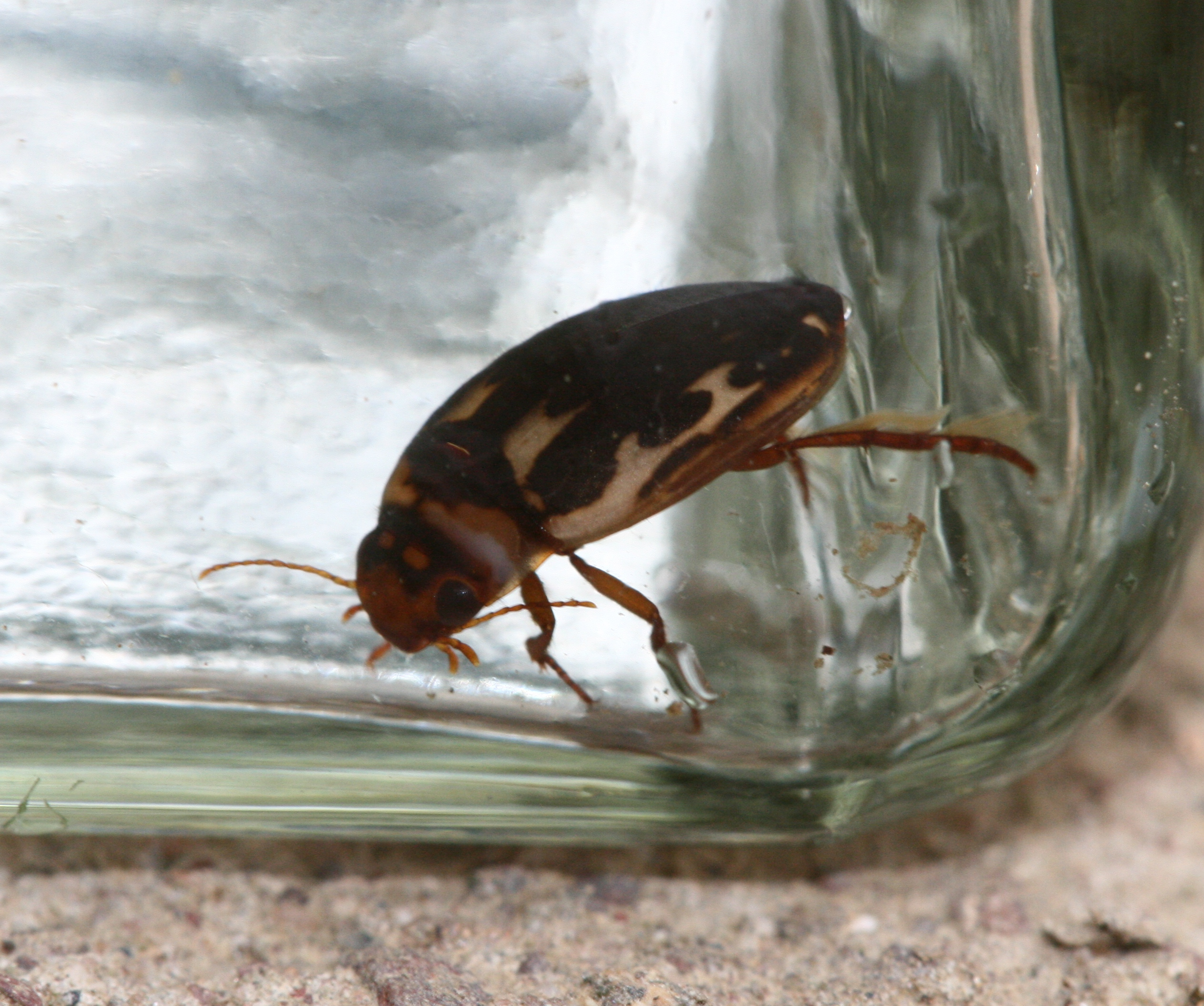
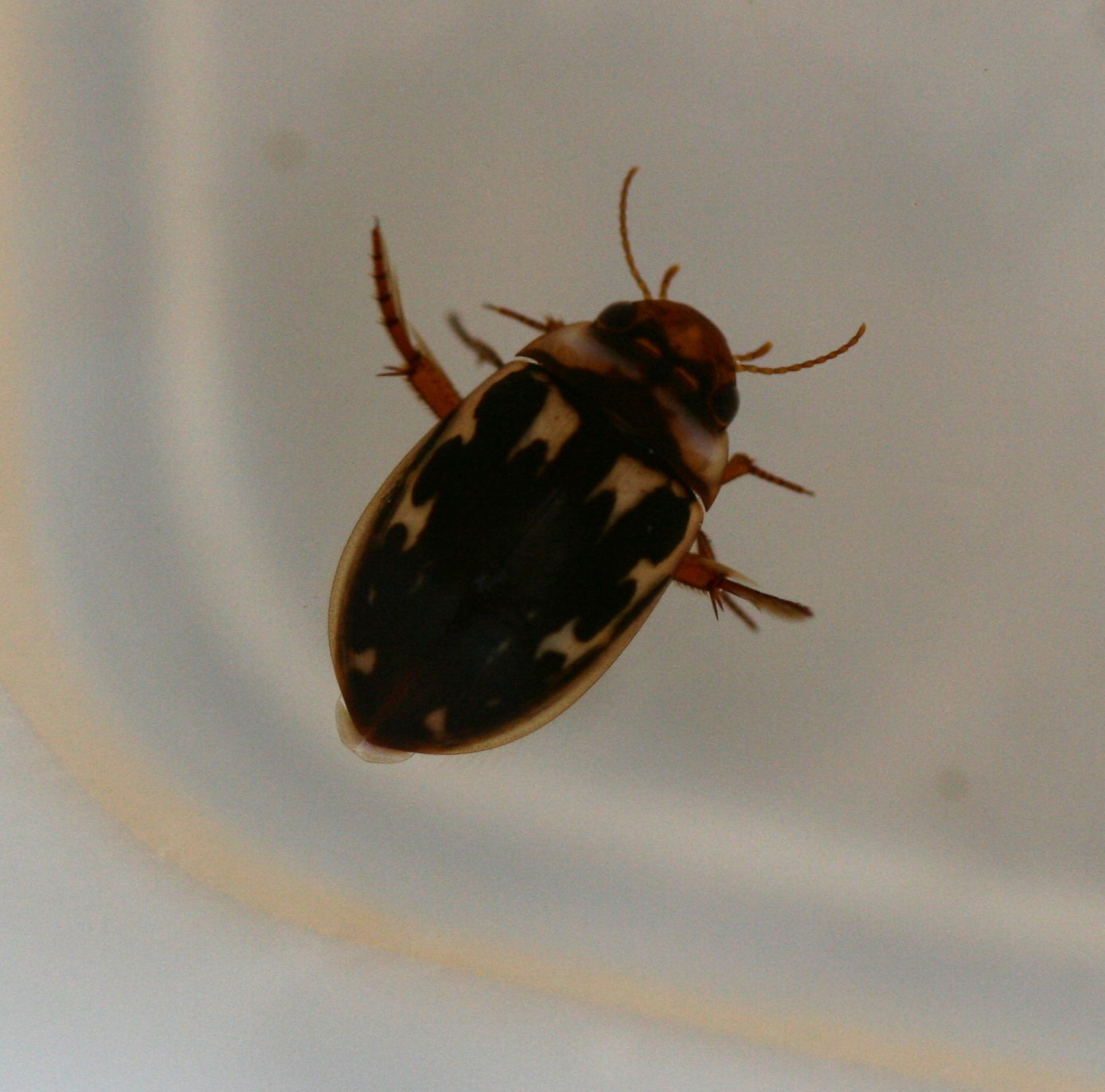

## Dottertaxa tillPlatambus, i alfabetisk ordning[1][2]
- Platambus americanus
- Platambus angulicollis
- Platambus apache
- Platambus astrictovittatus
- Platambus ater
- Platambus aztec
- Platambus balfourbrownei
- Platambus biswasi
- Platambus confusus
- Platambus coriaceus
- Platambus dabieshanensis
- Platambus dembickyi
- Platambus denticulatus
- Platambus elongatus
- Platambus excoffieri
- Platambus fimbriatus
- Platambus flavovittatus
- Platambus fletcheri
- Platambus guttulus
- Platambus heteronychus
- Platambus ikedai
- Platambus incrassatus
- Platambus insolitus
- Platambus johannis
- Platambus kempi
- Platambus khukri
- Platambus koreanus
- Platambus lindbergi
- Platambus lineatus
- Platambus lunulatus
- Platambus maculatus
- Platambus maya
- Platambus mexicanus
- Platambus micropunctatus
- Platambus nepalensis
- Platambus obtusatus
- Platambus optatus
- Platambus pictipennis
- Platambus planatus
- Platambus princeps
- Platambus punctatipennis
- Platambus regulae
- Platambus satoi
- Platambus sawadai
- Platambus schaefleini
- Platambus schillhammeri
- Platambus semenowi
- Platambus semivittatus
- Platambus sogdianus
- Platambus spinipes
- Platambus stagninus
- Platambus strbai
- Platambus striatus
- Platambus stygius
- Platambus texovittatus
- Platambus ussuriensis
- Platambus wangi
- Platambus wewalkai
- Platambus wittmeri
- Platambus wulingshanensis
- Platambus yaanensis